# Zachary Ensminger
Zachary Christopher Ensminger (* 30. April 2001) ist ein US-amerikanisch-deutscher Basketballspieler.

## Laufbahn
Der Sohn des langjährigen Bundesliga-Spielers Chris Ensminger spielte in der Jugend der Telekom Baskets Bonn, dann von Science City Jena sowie ab 2015 im Nachwuchs des Vereins „Basketball in Gotha“. 2016 wurde Ensminger als bester Liganeuling der Jugend-Basketball-Bundesliga (JBBL) ausgezeichnet. Hinzu kamen in der Saison 2016/17 Einsätze für Gothas zweite Herrenmannschaft in der 2. Regionalliga, mit der er den Aufstieg in die 1. Regionalliga schaffte.
Zur Saison 2017/18 wechselte er nach Ulm, schaffte den Sprung ins Aufgebot der OrangeAcademy (2. Bundesliga ProA), der dem Bundesligisten Ratiopharm Ulm als Nachwuchsfördermannschaft dient, und wurde weiterhin in der Jugend eingesetzt. Mit der Herrenmannschaft der OrangeAcademy musste er im Spieljahr 2017/18 den Abstieg aus der 2. Bundesliga ProA einstecken. Im Oktober 2019 stand er im Spiel gegen Ludwigsburg erstmals für Ratiopharm Ulm in einer Partie der Basketball-Bundesliga auf dem Feld.
Mitte Juni 2020 gab der Quakenbrücker Zweitligist Artland Dragons Ensmingers Verpflichtung bekannt. Er war in der Saison 2021/22 mit 15,6 Punkten, 4,5 Rebounds sowie 4,4 Korbvorlagen je Begegnung Leistungsträger der Mannschaft, verpasste mit den Niedersachsen jedoch den sportlichen Klassenverbleib.
Am 24. Juni 2022 wurde sein Wechsel zum Bundesligisten Telekom Baskets Bonn bekannt gegeben. Mit den Bonnern gewann er im Mai 2023 die Champions League, in der deutschen Meisterschaft wurde man im Juni 2023 Zweiter. In der Sommerpause 2023 nahm Ensminger ein Vertragsangebot des Bundesligisten BG Göttingen an. Anfang März  2025 verließ er die Niedersachsen und wechselte zum finnischen Erstligisten Kauhajoen Karhu. Mit der Mannschaft wurde er in der finnischen Meisterschaft im Mai 2025 Zweiter.
Zur Saison 2025/26 kehrte Ensminger nach Deutschland zurück und unterzeichnete einen Vertrag bei den Bamberg Baskets.

### Nationalmannschaft
Ensminger wurde 2024 in die deutsche A2-Nationalmannschaft berufen.